# آل مأمون
آلِ مأمون یا مأمونیان دودمانی ایرانی‌نژاد بودند که کوتاه زمانی بر خوارزم فرمان راندند. دورهٔ زمام‌داری آنان از ۳۸۵ هجری قمری/۹۹۵ میلادی تا ۴۰۸ هجری/۱۰۱۷ میلادی به درازا انجامید. آل مأمون در فرمانروایی خوارزم جای خاندان آفریغیان را گرفتند و خودشان نیز به دست سلطان محمود غزنوی از میان رفتند.
فرمانروایان آل مأمون چهار تن بودند:
1. ابوعلی مأمون بن محمد (مأمون یکم)، ۳۸۵ هجری/۹۹۵ میلادی
2. ابوالحسن علی، ۳۸۷ هجری/۹۹۷ میلادی
3. ابوالعباس مأمون (مأمون دوم)، ۳۹۹ هجری/۱۰۰۸–۱۰۰۹ میلادی
4. ابوالحارث محمد، ۴۰۷–۴۰۸ هجری/۱۰۱۷ میلادی

## تاریخچه
آل مأمون نخست کنترل شهر گرگانج را در دست داشتند و از این نقطه توانستند بر سراسر خوارزم تسلط یابند. مأمون یکم که خود امیر گرگانج بود در ۳۸۵ هجری با کشتن ابوعبدالله محمد بن احمد واپسین پادشاه از دودمان آفریغیان به مقام خوارزمشاهی رسید.
اطلاعات دربارهٔ خوارزم زیر فرمان مأمونیان اندک است. مأمون یکم در ۳۸۷ هجری به دست نگهبانان خود به قتل رسید و پسرش ابوالحسن علی جای او را گرفت. در زمان او اسماعیل بن نوح منتصر آخرین امیر سامانی به خوارزم آمد و گویا با یاری همین علی لشکری فراهم آورد و توانست موقتاً قراخانیان را از پایتختش بخارا بیرون کند. با این همه به زودی سامانیان از صحنهٔ تاریخ ناپدیدشدند. با بالا گرفتن کار سلطان محمود غزنوی، ابوعلی سیاست دوستی با او را در پیش گرفت و با خواهر وی ازدواج نمود.
پس از مرگ ابوعلی، برادرش مأمون دوم در حدود ۳۹۹ هجری به جای برادر بر تخت نشست. او دست به عمران و بازسازی پایتختش زد. همچنین با بیوهٔ برادرش که خواهر محمود هم بود پیمان زناشویی بست. از دیگر سو خلیفهٔ عباسی قادر هم ضمن تأیید حکومت او به وی لقب عین‌الدوله و زین‌المله داد. در عین حال مأمون برای خرسند نگاه داشتن محمود غزنوی که اکنون نیرومندترین فرد در سرتاسر سرزمین‌های شرقی خلافت بود، پذیرفت که در نماز جمعه به نام وی خطبه بخوانند. این اقدام ولی باعث خشم سپاهیان مأمون شد که این عمل را تحقیرآمیز می‌دیدند؛ در نتیجه بر او شوریدند و او را در شوال ۴۰۷ هجری کشتند. پس او ابولحارث محمد بن علی که خواهرزادهٔ محمود هم می‌شد بر تخت آل مأمون نشست. ولی محمود کشته‌شدن دامادش را بهترین بهانه برای حمله به خوارزم دید. در صفر ۴۰۸ هجری شهر کاث پایتخت مأمونیان به دست محمود افتاد و پادشاه جوان ابوالحارث محمد هم از تخت به زیر کشیده‌شده و به زندان افتاد. سپس آلتونتاش حاجب از سوی سلطان محمود با لقب خوارزمشاه به حکومت خوارزم گمارده‌شد.
آلِ مأمون واپسین خاندان ایرانی‌نژاد خوارزم بودند. خوارزمشاهان آینده همگی ترک‌نژاد بودند.

## جایگاه فرهنگی آل مأمون
دربار آل مأمون مأمن دانش‌پژوهان و ادیبان از سراسر سرزمین‌های شرقی خلافت بود. مأمون دوم و وزیرش ابولحسین احمد سهیلی جمعی از فرهیختگان زمان از جمله ابوریحان بیرونی، ابوعلی سینا، ابوسهل مسیحی، ابونصر عراق و ابوالخیر خمار را گرد آورده‌بودند.